# نيكل راني

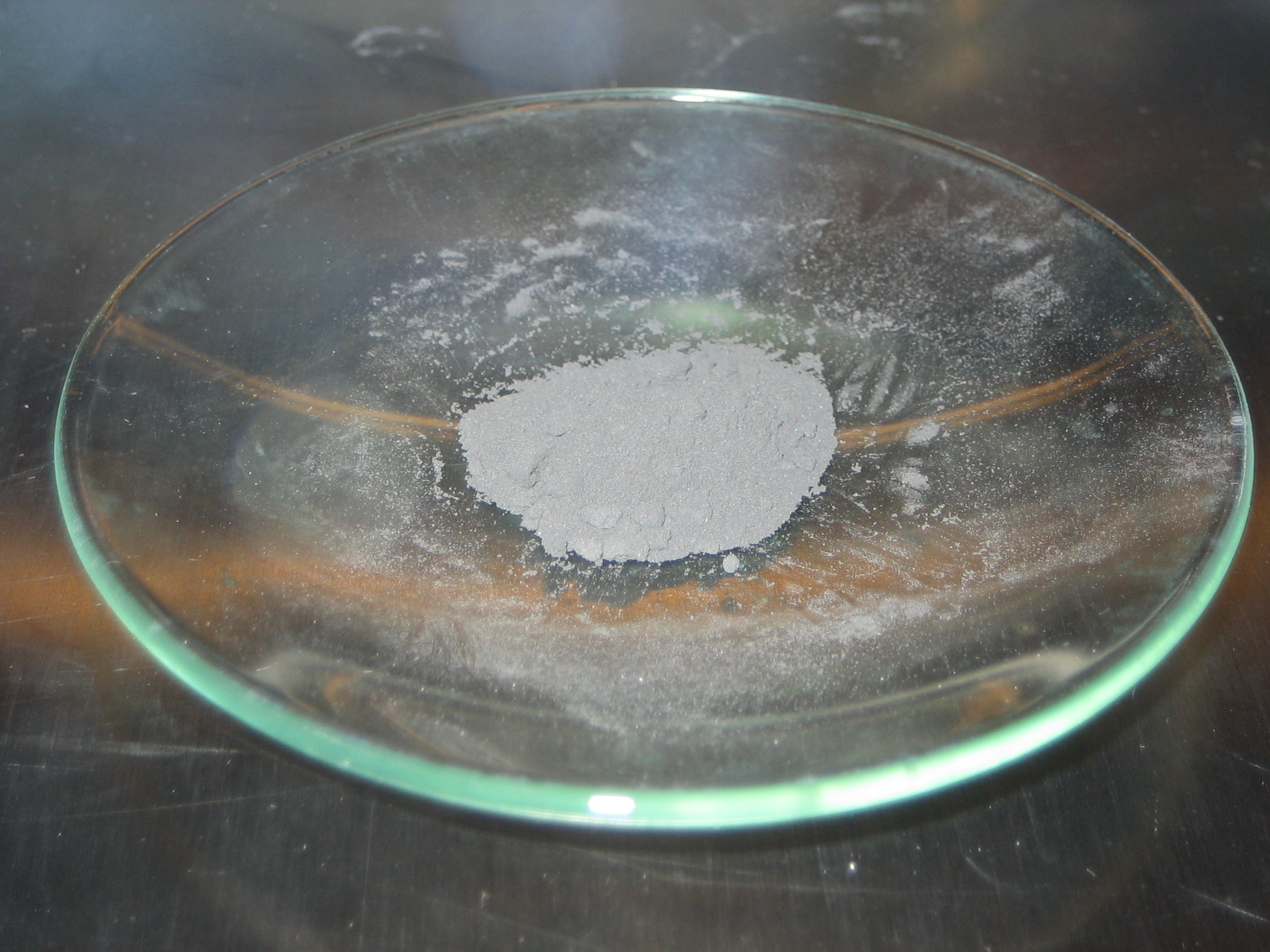
نيكل راني الجاف المنشط.

نيكل راني (بالإنجليزية: Raney nickel) هو حفاز صلب يتكون من حبيبات دقيقة من سبيكة ألمنيوم-نيكل، بحيث أن أغلبه (85%) من فلز النيكل. طُوّر الحفاز أول مرة في سنة 1926 من قبل المهندس‌ الأمريكي موراي راني، كحفاز بديل في عملية هدرجة الزيوت النباتية خلال العمليات الصناعية.
تكون السبيكة في الأحوال العادية على هيئة صلب رمادي اللون، يكون في بعض الأحيان تلقائي الاشتعال. يُستخدم نيكل راني في الكثير من العمليات الصناعية، بالإضافة إلى استخدامه كحفاز في الاصطناع العضوي.

## التسمية
بما أن راني علامة تجارية مسجلة لشركة W. R. Grace and Company، فإن منتجات قسم غريس دافيسون فقط هي التي يمكن تسميتها «نيكل راني». كحل بديل، فإن المصطلحات العامة مثل «الحفاز الهيكلي» أو «الحفاز الفلزي-الاسفنجي» يمكن استخدامها للدلالة على الحفازات ذات الخواص الفيزيائية والكيميائية المشابهة لنيكل راني. إلا أنه بما أن شركة غريس نفسها لا تستخدم أي تسمية عامة للمواد الحفازة التي تنتجها وتزود الأسواق بها، فإن تسمية «راني» قد تصبح التسمية العامة لهذه المواد، وفقًا لما ينص عليه قانون العلامات التجارية الأمريكي.

## التحضير
يُنتج نيكل راني عند معاملة قطعة من سبيكة ألومنيوم-نيكل بمحلول هيدروكسيد الصوديوم‌ المركز. هذه المعاملة تسمى «التنشيط»، حيث تذيب معظم الألومنيوم الموجود في السبيكة. يتميز التركيب المسامي المتبقي بكبر مساحة سطحه، الأمر الذي يعطيه نشاطاً محفزاً عالياً. يحتوي الحفاز القياسي على 85% من النيكل من مجموع كتلته، والذي يوازي ذرتي نيكل لكل ذرة ألومنيوم. يساعد الألومنيوم المتبقي على الحفاظ على التركيب المسامي للحفاز ككل.

### تحضير السبيكة

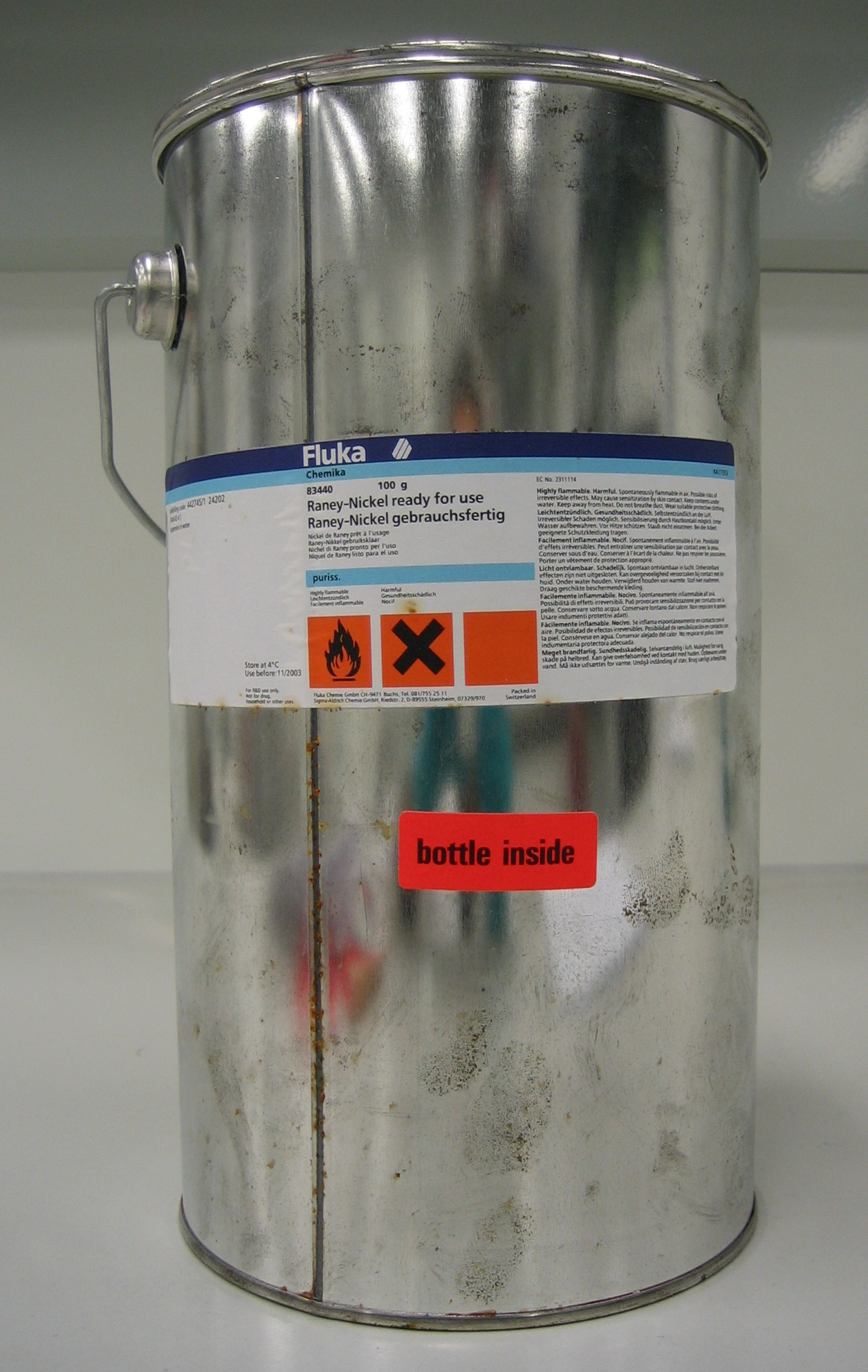
يُعد نيكل راني من المواد القابلة للاشتعال والتي يجب معاملتها بحرص.‌ هذه العبوة مملوءة بالفيرميكوليت لحماية الزجاجة المغلقة بالداخل.

تحضر السبائك تجارياً بصهر الفلز النشط، وهو النيكل في هذه الحالة، وإذابته في مصهور الألومنيوم في بوتقة واحدة ثم يتم تبريد المصهور وسحقه بعد ذلك إلى مسحوق ناعم. يمكن غربلة هذا المسحوق لنطاق حجمي معين للحبيبة وذلك يعتمد على التطبيق الذي سيُستخدم به الحفاز. يُعتبر المكون الأولي للسبيكة مهماً، ذلك لأن عملية التبريد تنتج عدداً مختلفاً من أطوار النيكل/ألمنيوم ذات الخصائص المختلفة، وقد يتسبب هذا الأمر في اختلاف المسامية في المنتج النهائي.
يمكن إضافة كميات صغيرة من فلز ثالث أثناء عملية التبريد مثل الزنك والكروم، وذلك بهدف تحسين النشاط الحفازي. يُسمى هذا الفلز الثالث بالمحفّز. يُلاحظ أن إضافة المحفز يُغير السبيكة ومخطط الطور الناتج إلى مخطط يخص سبيكة ثلاثية، الأمر الذي يؤدي لتبريد مختلف وخواص ترشيح وغسل مختلفة أثناء التنشيط.

### التنشيط
يُنتج تركيب الحفاز المسامي نتيجة الإزالة الانتقائية لجزيئات الألومنيوم من السبيكة بواسطة محلول الصودا الكاوية المركزة. يمكن توضيح تفاعل الترشيح بطريقة مبسطة عن طريق المعادلة الكيميائية التالية:
{\displaystyle \mathrm {2\ Al+2\ NaOH+6\ H_{2}O\longrightarrow 2\ Na[Al(OH)_{4}]+3\ H_{2}} }
ويجب استخدام محاليل عالية التركيز من هيدروكسيد الصوديوم حتى تتكون ألومينات الصوديوم ([Na[Al(OH)4)، حيث أنه إذا نقص التركيز فإن النتيجة تتجسد بتكوين هيدروكسيد الألومنيوم، الذي يترسب على هيئة جبسيت. ولذلك، تُستخدم محاليل قد يصل تركيزها إلى 5 مولار. قد يتسبب الجبسيت في سد المسام أثناء عملية الترشيح، مؤدياً إلى تراجع في المساحة السطحية الفعّالة، وذلك قد يقلّل كفاءة ونشاط الحفاز.
إن للحرارة المستخدمة في ترشيح السبيكة تأثيراً ملحوظاً على الخصائص السطحية للحفاز. تترواح درجة الحرارة الشائع استعمالها ما بين 70 إلى 100 درجة مئوية. ترنو المساحة السطحية لنيكل راني، والحفازات الهيكلية عموماً، للانخفاض مع ارتفاع درجة حرارة عملية الترشيح والغسل. يعود ذلك إلى إعادة الترتيب البنيوية داخل السبيكة، الذي يُعتبر مشابهاً للتلبيد‌، حيث تبدأ أربطة السبيكة في الالتصاق مع بعضها البعض عند ارتفاع درجة الحرارة، الأمر الذي يؤدي إلى تراجع في التركيب المسامي.
خلال عملية التنشيط يرشح Al ويغسل خارجاً من المزيج على شكل أطوار لها الصيغة NiAl3 وNi2Al3، في حين يبقى الألومنيوم المتبقي على شكل NiAl، بعملية تسمى الغسل أو الترشيح الانتقائي (selective leaching). يتميز الطور NiAl بأنه يوفر الثباتية البنوية والحرارية للحفاز. كنتيجة لذلك يقاوم الحفاز التفكك والتقادم. تمكّن هذه المقاومة لحفاز نيكل راني من تخزينه وإعادة استعماله ولكن لمدة محدودة؛ ولكن على الرغم من ذلك يفضل استخدام تحضيرات حديثة من الحفاز للاستخدامات المخبرية. على هذا الأساس، يمكن العثور على نيكل راني تجاري في كلا الشكلين: «الفعّال» و«غير الفعّال».
للتخلص من أية آثار متبقية من ألومينات الصوديوم قبل التخزين، يمكن غسل الحفاز بمياه مقطرة ذات درجة حرارة معتدلة. يُفضل استخدام مياه خالية من الأكسجين عند تخزين الحفاز وذلك لمنع عملية الأكسدة، التي تسرّع من عملية تقادم الحفاز، مما يؤدي إلى انخفاض النشاط الحفازي.

## الخصائص

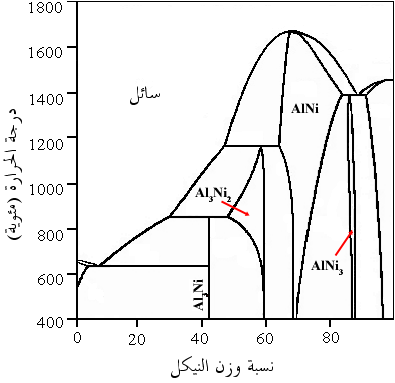
مخطط طور لنظام نيكل-ألمنيوم، حيث تظهر الأطوار ذات العلاقة.

يظهر نيكل راني بالعين المجردة كمسحوق رمادي حبيباته ناعمة، أما تحت المجهر،‌ فتبدو كل حبيبة كشبكة ثلاثية الأبعاد، ذات مسام بأحجام وأشكال غير متساوية، تتكون معظمها أثناء عملية الترشيح. يُعرف نيكل راني بكبر مساحة سطحه، وبأنه مستقر حرارياً وبنيوياً. هذه الخصائص ناتجة بسبب عملية التنشيط، والتي تساعد في إعطاء نيكل راني كفاءة حفازية عالية.
تُقاس مساحة السطح عن طريق قياس امتزاز "BET"، باستخدام غاز يمكن ادمصاصه على الأسطح الفلزية، من شاكلة الهيدروجين. تبين من خلال استعمال هذا النوع من القياس، أن كل المساحة المكشوفة تقريباً في حبيبة الحفاز تحتوي على نيكل على سطحها. وبما أن النيكل هو الفلز النشط في الحفاز، فإنه يوفر مساحة سطحية كبيرة تسمح بحدوث عدة تفاعلات في وقت واحد، الأمر الذي ينعكس في زيادة النشاط الحفازي. لنيكل راني المتوافر تجارياً متوسط مساحة نيكل سطحية تصل إلى 100 م² لكل غرام من الحفاز.
نيكل راني حفاز مفيد للعديد من تفاعلات الهدرجة وذلك يرجع للنشاط الحفازي العالي بالإضافة إلى امتصاص الحفاز للهيدروجين من خلال المسام أثناء عملية التنشيط. يُستخدم نيكل راني في نطاق واسع من التفاعلات الكيميائية المختلفة، بسبب تركيبه وثباته الحراري (لا يتفكك عند درجات الحرارة المرتفعة). يُعتبر نيكل راني غير قابل للذوبان في معظم المذيبات المستخدمة في المختبرات باستثناء الأحماض المعدنية من شاكلة حمض الهيدروكلوريك، كذلك فإن كثافته المرتفعة نسبياً، المتراوحة بين 6 و7 غرامات/سم³، تسهل فصله في الطور السائل بعد انتهاء التفاعل.

## التطبيقات
يُستخدم نيكل راني في الكثير من العمليات الصناعية والتخليقات العضوية نتيجة لثباته ونشاطه الحفازي العالي عند درجة حرارة الغرفة.

### التطبيقات الصناعية
استخدام نيكل راني في الصناعة كمثال عملي يظهر في التفاعل التالي، حيث يختزل البنزين إلى ‌حلقي الهكسان. من الصعب اختزال التركيب السداسي لحلقة البنزين بطرق كيميائية أخرى، وهنا تظهر فعالية نيكل راني. يُمكن استخدام حفازات غير متجانسة أخرى، مثل تلك التي تستخدم عناصر من مجموعة البلاتين، ولكنها ترنو لتكون أكثر تكلفة في إنتاجها من نيكل راني. يُمكن أن يُستخدم حلقي الهكسان‌ بعد انتهاء التفاعل في صناعة حمض الأديبيك، وهو مادة خام تستخدم في الإنتاج الصناعي لمتعددات الأميد مثل النايلون.
من التطبيقات الصناعية الأخرى لنيكل راني استخدامه في العمليات الكيميائية التالية، مثل تحويل الديكستروز إلى سوربيتول، ومركبات نترو والنتريلات إلى أمينات، والأوليفينات ومشتقات الأسيتيلين إلى برافينيات.

### الاصطناع العضوي
الاختزال
يُستخدم نيكل راني عادةً في اختزال المركبات التي تحتوي على روابط عديدة، مثل الألكاينات والألكينات والنتريلات  والدايينات والمركبات العطرية والمركبات المحتوية على مجموعة الكربونيل. بالإضافة إلى ذلك،‌ فإن نيكل راني يختزل روابط الذرات غير المتجانسة مثل مجموعات النترو والنتروزامين. استُعمل نيكل راني أيضاً في الألكلة الاختزالية للأمينات. وفي إضافة الأمين (أمْيَنَة) للكحولات.
أثناء اختزال رابطة كربون-كربون الثنائية، يُضيف نيكل راني الهيدروجين على نمط «مع» وفق نظرية «إضافة مع وضد» Syn and anti addition.
نزع الكبريت
بالإضافة إلى كون نيكل راني حفازاً، فإنه يمكن استخدامه ككاشف كيميائي من أجل نزع الكبريت من المركبات العضوية. ومثال ذلك، اختزاله الثيو‌أسيتالات إلى الهيدروكربونات الموافقة:
. بشكل مشابه يمكن أيضاً أن يتم نزع الكبريت الاختزال لمركبات الثيول، والكبريتيدات، كما يمكن إزالة الكبريت من الثيوفين للحصول على الألكان المشبع.

## الأمان

إشارة إلى أن نيكل راني مادة قابلة للاشتعال.

فلز النيكل مصنف "كمضر".

يُعتبر نيكل راني الجاف المنشط مادة قابلة للاشتعال يجب أن تحفظ في مناخ خامل، والسبب في ذلك يرجع لكبر مساحته السطحية واحتوائه على حجم كبير من غاز الهيدروجين. يتوفر نيكل راني غالباً على شكل مادة طينية، نصفها يتكون من الماء. ينبغي توخي الحذر عند التعامل مع هذه المادة بحيث لا تتعرض للهواء أبداً، إذ أنه حتى بعد انتهاء التفاعل فإن نيكل راني يظل محتوياً على كمية ملحوظة من الهيدروجين، وبالتالي فإنه يبقى جاهزاً للاشتعال فور تعرضه للهواء.
يُنتج نيكل راني أدخنة خطيرة عندما يحترق، لذا يوصى باستخدام قناع غاز أثناء إطفاء الحرائق التي تتضمنه. قد يتسبب التعرض الحاد لنيكل راني في هياج المجرى التنفسي والتجاويف الأنفية، ويؤدي إلى تليف الرئتين في حالة استنشاقه. قد يؤدي ابتلاع هذه المادة إلى تشنجات واضطرابات معوية. ويمكن أن يسبب هياجاً في العين والجلد. كما أن التعرض المزمن قد يؤدي للالتهاب الرئوي وظهور علامات عديدة من علامات التحسس من النيكل مثل الطفح الجلدي («حكة النيكل»).
تُصنف الوكالة الدولية للأبحاث على السرطان (IARC) النيكل على أنه مادة مسرطنة محتملة للإنسان، وماسخ. لذا يُنصح على الدوام بتوخي الحذر أثناء التعامل مع هذه المواد الخام عند تحضير نيكل راني في المختبر. وبالإضافة إلى هذه المخاطر، فإنه ينتج أثناء تنشيطه كميات كبيرة من غاز الهيدروجين كمنتج ثانوي، وهو بطبيعته غاز شديد الاشتعال.

## التطوير
تخرج موراي راني من جامعة كنتاكي وهو يحمل شهادة في الهندسة الميكانيكية في سنة 1909. انضم إلى شركة التنقيب عن النفط وتكريره Lookout Oil and Refining Company في ولاية تينيسي سنة 1915، حيث كان مسؤولاًُ عن تثبيت الخلايا الكهربية التي تنتج غاز الهيدروجين المستخدم في هدرجة الزيوت النباتية. أبان هذه الحقبة، استخدمت الصناعة حفاز نيكل محضر من أكسيد النيكل الثنائي. كان موراي يؤمن بأنه يمكن إنتاج حفازات أفضل، لذا بدأ حوالي سنة 1921 بإجراء بحث مستقل مع استمراره في العمل للشركة سالفة الذكر. في سنة 1924، أنتج سبيكة نيكل/سيليكون بنسبة 1:1، ووجد بعد معاملتها بهيدروكسيد الصوديوم أنها أكثر نشاطاً بخمس مرات من أحسن حفاز مستعمل في هدرجة زيت بذرة القطن. تم تسجيل براءة اختراع لهذا الاكتشاف في شهر ديسمبر من عام 1925.
أنتج راني فيما بعد حفاز 1:1 Ni/Al متتبعاً خطوات مشابهة لتلك المستخدمة في إنتاج حفاز النيكل/سيليكون. فوجد أن الحفاز الناتج أكثر نشاطاً وقدم طلب براءة اختراع في سنة 1926. ومن الجدير بالذكر أن اختيار راني لنسبة النيكل-ألمنيوم كان محض الصدفة وبدون أي أسس علمية، لكن بالرغم من ذلك، فإن ذلك التركيب ما زال هو نفسه التركيب المستخدم في إنتاج حفازات راني حالياً.
تم الوضع في الاعتبار، بعد تطوير نيكل راني، تطوير أنظمة سبائك ألمنيوم أخرى، ومنها النحاس والروثينيوم والكوبالت. أظهرت الأبحاث الإضافية أن إضافة كمية قليلة من فلز ثالث إلى السبيكة الثنائية يحفز نشاط الحفاز. ومن المحفزات المستعملة على نطاق واسع: الزنك والموليبدنوم والكروم. ومؤخراً، ابتُكرت طريقة لتحضير نيكل راني انتقائي للمصاوغات المآتية عن طريق الادمصاص السطحي لحمض الطرطريك.

## اقرأ أيضاً
تحضير نيكل راني
- Monzingo, Ralph (1941). "Catalyst, Raney-Nickel, W-2". Org. Synth. 21, 15; Coll. Vol. 3, 181.
- Billica, Harry R.; Adkins, Homer (1949). "Catalyst, Raney-Nickel, W-6". Org. Synth. 29, 24; Coll. Vol. 3, 176.

## وصلات خارجية
- بطاقة الأمان الكيميائية الدولية رقم 0062
- دليل جيب نايوش للمخاطر الكيميائية
- Grace Davison - صفحة المنتج لحفازات راني. تتضمن قسم التاريخ.